# 謝世傑 (香港)
謝世傑（英語：Tse Sai-kit，1957年3月31日－），香港註冊社工、前大學講師及政治人物，曾任工黨成員、「守護大嶼聯盟」召集人及基督教女青年會理事。2025年1月，他因涉嫌虛報收入詐騙「長者生活津貼」及公屋申請被捕，涉違《盜竊罪條例》第16A條「欺詐」罪。他長期參與環保及社會運動，包括反對「明日大嶼」計劃及新田/落馬洲發展樞紐環評司法覆核，因法援爭議及被捕事件備受關注。

## 早年生活與教育
謝世傑於1957年3月31日出生於香港。1981年，他畢業於香港珠海書院社會學專業，1989年在香港理工學院（現香港理工大學）修讀社工文憑，並於1993年成為註冊社工。2000年，他取得香港理工大學應用社會科學系學士學位。其學歷為其後續社工及政治生涯奠定基礎。

## 職業生涯
謝世傑曾於香港城市大學及香港理工大學擔任講師。1993年，他於九龍灣啟樂臨屋區開始社工生涯，同年任基督教女青年會理事。2003年調至大澳社區工作隊。

## 政治背景與社會運動
謝世傑於2011年加入香港工黨，與李卓人、張超雄等反對派人士關係密切，被指為工黨「棋子」。他以「守護大嶼聯盟」召集人身份活躍於環保及社會運動，反對政府大型發展計劃及政策。以下為其主要活動：
- 2024年5月29日：與吳偉釗於政府總部外集會，反對社工註冊修訂條例，並邀請立法會議員狄志遠接受請願信[3]。
- 2022年12月29日：於政府總部外集會反對「明日大嶼」人工島計劃，僅3人出席[4]。
- 2021年：以申請人身份與社民連及天水連線申請舉辦「7.1」遊行[5]。
- 2019年：反修例示威期間，呼籲環保團體參與罷工及遊行。
- 2018年10月14日：與「土地正義聯盟」合辦遊行反對「明日大嶼」計劃，吸引5,800人參與[6]。
- 2017年：支持因佔中襲警被判囚5週的社工曾健超，批評政府打壓社工[7]。
- 2014年：以「基督徒社工」名義參與雨傘運動，並與「守護大嶼聯盟」成員到金鐘佔領區請願[8]。

謝世傑亦參與新田/落馬洲發展樞紐環評司法覆核，被指借環保議題挑動反政府情緒。

## 司法覆核案件
謝世傑曾針對多項政府決策提出司法覆核。2024年8月，他入稟高院，以環保署批准新田/落馬洲發展樞紐環評報告違反《環評條例》等理由要求推翻決定。案件獲法官高浩文於8月12日批出許可，排期2025年6月9日審理5天。謝申請法援逾四個月未獲批。2024年12月30日法庭再次審理，法援署質疑其經濟狀況需覆核，法官要求2025年1月10日前交代。謝世傑及後於2025年1月3日涉嫌隱瞞真正收入，詐騙高齡津貼等政府津貼被捕。法援署基於謝世傑未能通過經濟審查及案情審查，於2025年1月9日拒絕其法援申請。

## 涉嫌欺詐與被捕
2025年1月3日，67歲的謝世傑涉嫌虛報收入詐騙「長者生活津貼」及公屋申請，被港島重案組拘捕。他被指隱瞞月入數萬港元的真實收入，虛報僅數千港元，低於申請上限。當日上午被捕，下午4時獲保釋離開西區警署。3月消息指，他於2020至2024年間隱瞞逾35萬港元入息，涉違《盜竊罪條例》第16A條「欺詐」罪，最高可判囚14年。法援署指，若申請人虛報財務屬犯法，除拒批申請外會轉介警方，違者可罰款及監禁六個月。警方接獲投訴後調查，強調執法嚴正。案件於2025年3月20日在東區法院提堂。
2025年7月10日，謝世傑於東區裁判法院承認4項欺詐罪，署理主任裁判官張志偉下令被告今日內償還涉案款項16,780元，並押後案件至7月24日，待索取社會服務令報告後判刑，期間被告續准以1.7萬元保釋候懲。
2025年7月24日，案件於東區裁判法院裁決，謝早前承認所有控罪，法庭最終判處合共120小時社會服務令。